# Yamaha RD 350 F
La RD 350 F (appellation 57V en europe) est une moto sportive construite dans les années 1980 par Yamaha.